# 黒ヶ浜

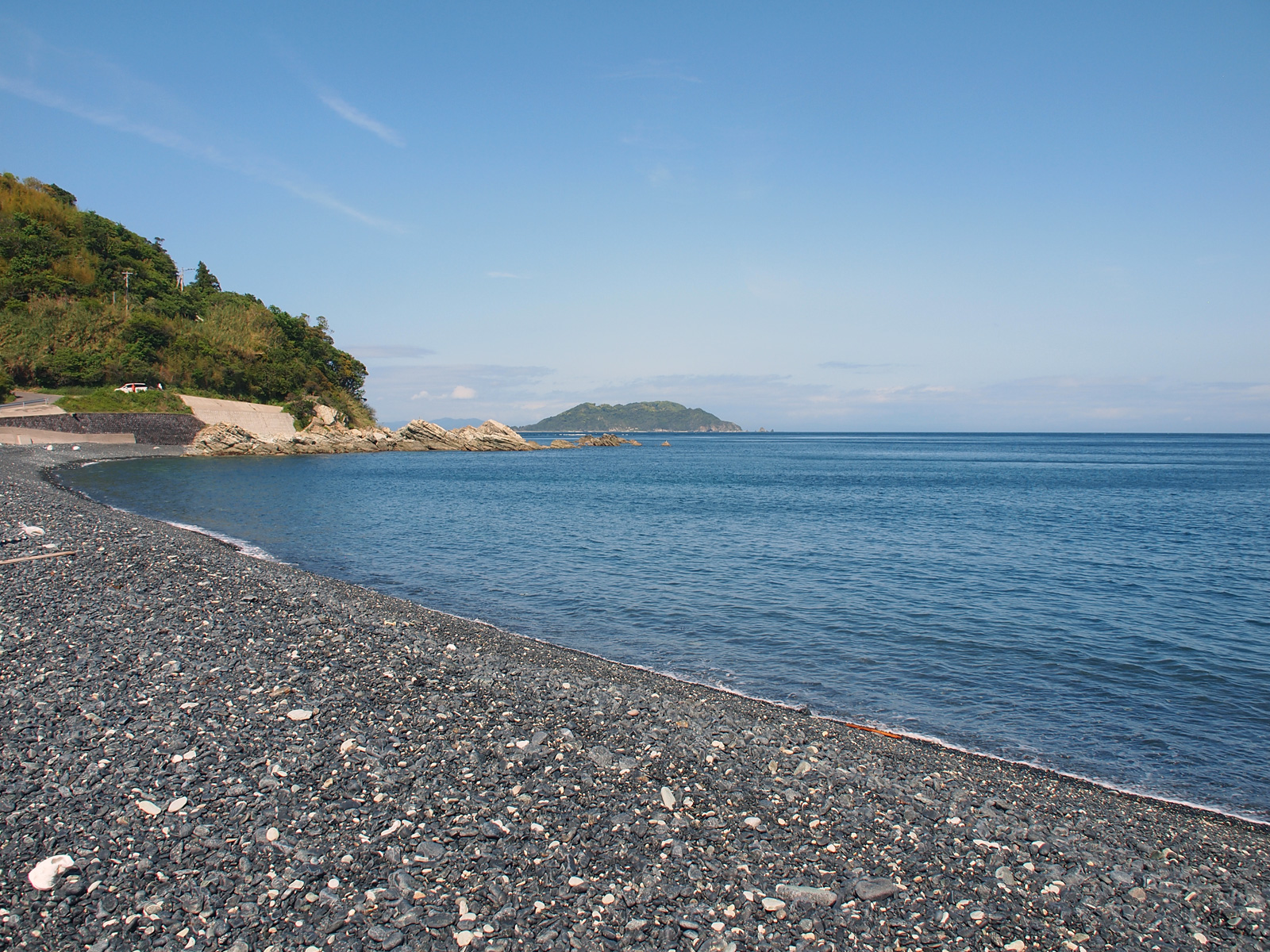
黒ヶ浜。中央奥の島は高島。

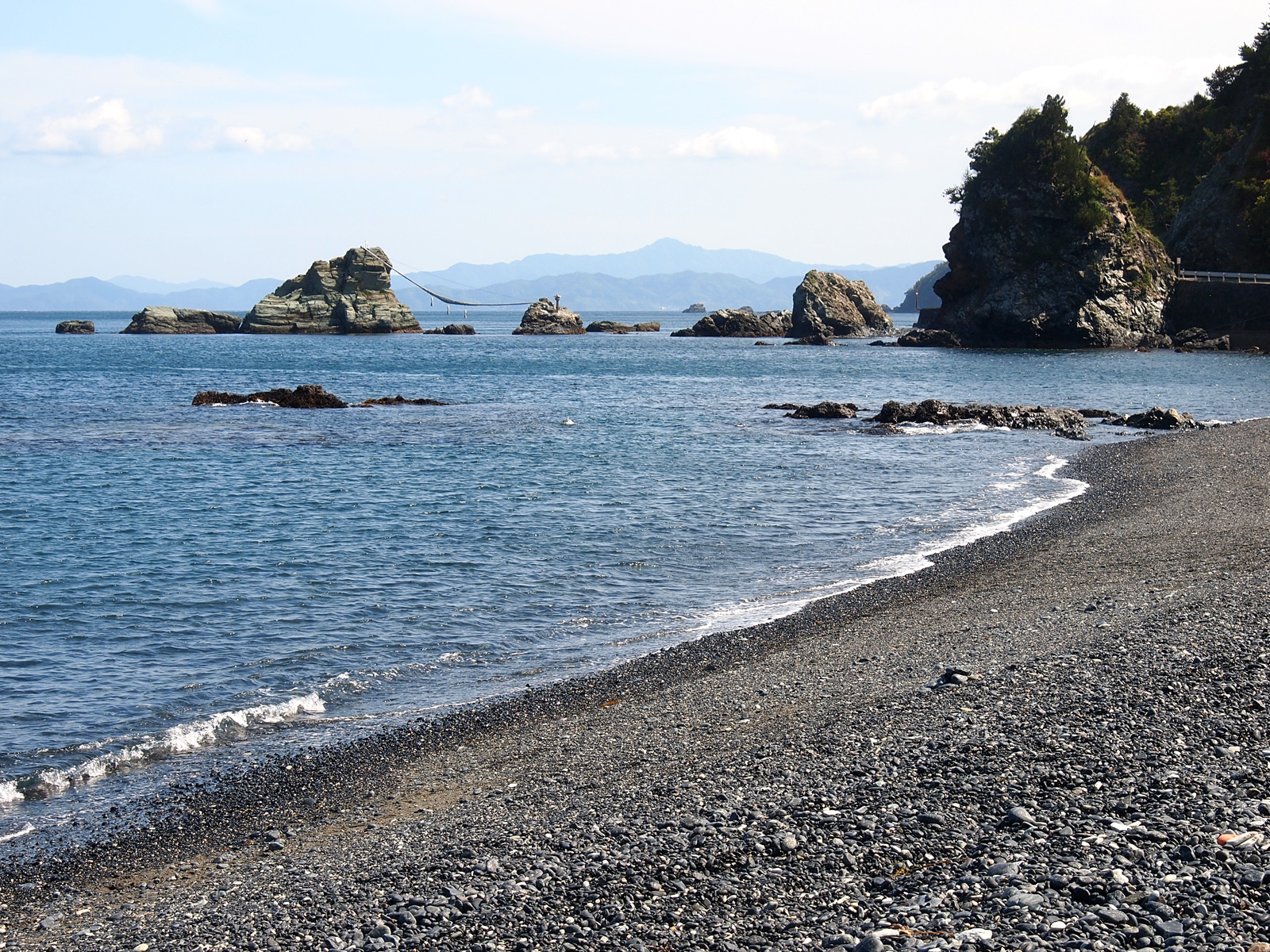
黒ヶ浜。中央奥の姉妹岩はビシャゴ岩。

黒ヶ浜（くろがはま）は、大分県大分市佐賀関の佐賀関半島先端の関崎にある海岸である。日豊海岸国定公園の一部であり、「黒ヶ浜及びビシャゴ岩」として国の登録記念物に登録され、日本の渚百選に選定されている。

## 概要
黒ヶ浜という名は、蛇紋岩と呼ばれる黒い石のために、海岸が黒く見えることに由来している。
黒ヶ浜は、対照的な白砂の海岸である白ヶ浜（しろがはま）に隣接している。このように白黒の海岸が隣接する地形は全国的にも珍しく、平安時代から景勝地として知られている。